# Хорунжий
Хору́нжий (на руски: хорунжий, на полски: chorąży) e чин, военна длъжност, а по-късно и военно и служебно звание в редица исторически държави в Източна и Централна Европа, запазило се до днес в Русия и Полша. Званието съответства на военното звание прапорщик – т.е. знаменосец.
Званието възниква през XIV век и се е използвало в Кралство Полша, Великото литовско княжество, Полско-Литовската държава, Руската империя, Руската република, Украинската народна република, Украинската държава.
Названието произлиза от думата „хоругва“ – първоначално църковно знаме, а по-късно заемка във военния жаргон, обозначаваща военно знаме и военен отряд през XV XVIII век. Думата е с монголски произход и е навлязла в славянските езици посредством тюркските езици – на тюркски думата хоруг означава знаме, но може да се преведе и като защита, покровителство. По този начин първоначално „хорунжий“ означава „знаменосец“; съответства на древноримските военни звания аквилифер (на латински: aquilifer), вексиларий (на латински: vexillarius), драконарий, сигнифер.

## История

### Полско-литовска държава
През XIV век в Кралство Полша съществува придворната длъжност велик коронен хорунжий, а през XV век във Великото литовско княжество има велик хорунжий на Великото литовско княжество. Заместник на великия хорунжий бил придворният хорунжий (от XVI век). Тяхното задължение е да носят знамето (хоругвата) на краля или великия княз по време на церемонии и да стоят до монарха по време на военни действия.
През XIV – XV век в Кралство Полша и Великото литовско княжество се появява и полкови хорунжий или повятски хорунжий – избирателна военна длъжност на ръководител, отговарящ за опълченските сили на един повят, наричан хоругв, съпоставимо на една рота (опълчението на всеки повят е отделна бойна единица и следователно има свое собствено знаме – хоругва). Повятският хорунжий отговаря също за назначаването на повятските ротмистъри, които да му помагат.
Длъжността се съхранява и след обединението на Кралство Полша и Великото литовско княжество през 1569 г. в Полско-литовската държава (въоръжените сили в Полско-литовската държава съществуват отделно в Полша и Великото литовско княжество). Поветският хорунжий се подчинява на кастелана, в неговите функции влиза организирането на опълченството в повята. Това е една от най-високите длъжности в земското (териториалното) управление на Полско-литовската държава (следваща след сенатор, подкоморий и градска старост – кмет).
В армията на Великото литовско княжество от XVIII век хорунжият е младши офицерски чин в пехотата и кавалерията. Отличителният знак е една звезда на еполета (пагона). Отговаря на съвременното звание младши лейтенант.

### Казаци
През XVII век хорунжиите са военни длъжности и при казаците в Казашкото хетманство – съществуват: войскови генерален хорунжий, полкови хорунжий и стотнически хорунжий. Те са част от съответното правителство (старшина) на национално или областно равнище. С анексирането на Казашкото хетманство от Руската империя през 1764 г., хорунжият (първо в казашките общности, след това в казашките войски) се превръща във военен чин. От 1798 г. той отговаря на корнет от кавалерията, а от 1884 г. влиза в XII клас от таблицата на ранговете.

### Украинска народна република(1917–1921 г.)
В Украинската народна република през 1918 г. са въведени военните звания подхорунжий и хорунжий, които съответстват на щаб-сержант и мастер-сержант (съответствията се отнасят до съвременните звания в Украйна). Заедно със званията, съответстващи на съвременните офицери, те влизат в категорията на старшините и се явяват младши в тази категория. Младшето звание, предшестващо подхорунжия, било бончужен (съответстващ на главен сержант). Старшето звание по отношение на хорунжия било сотник (съответстващ на капитан). Отличителни знаци са вензелите.
През 1919 г. е въведен разряд подстаршини (съответстващи на категорията сержанти). Званието подхорунжий е премахнато. Званието хорунжий става младше в разряда на старшините и съответства на лейтенант. Младшето звание, предшестващо хорунжия, е бончужий (вече отнасящо се до подстаршина), по-старшият ранг спрямо него бил нововъведеното звание четар (съответстващ на старши лейтенант). Отличителни знаци са шеврони, в морската пехота – отделна униформа от 16 април 1919 г. В Западноукраинската народна република званието хорунжий е младше звание в разряда на старшините, но съответства на младши лейтенант; по-младшият по звание спрямо него е боздуганен десятник, а по-старшият по звание е четарът, който съответства на лейтенант (шевроните са въведени на 22 април 1920 г.).
На 24 април 1919 г. военното звание подхорунжий е възстановено като най-младше в разряда на старшините (приблизително съответстващо на младши лейтенант) и формата на шевроните е променена. Бончуженът се превръща в младше звание спрямо подхорунжия. На 30 юли 1919 г. като отличителни знаци са въведени вензелите.
На 30 март 1920 г. званието подхорунжий е отнесено в разряда на подстаршините като най-старшето в този разряд (по-младшето звание спрямо него си остава бончуженът), а вензелите са променени.
На 30 март 1920 г. е въведено звание генерал-хорунжий, което съответства тогава на генерал-майор (на 14 юни 1920 г. са изменени отличителните знаци на вензелите на това звание).
- Вензел на подхорунжий, 1918 г.
- Вензел на хорунжий, 1918 г.
- Шеврон на хорунжий от 09.04.1919 г.
- Шеврон на хорунжий на морска пехота от 16.04.1919 г.
- Шеврон на хорунжий, Западноукраинска народна република, от 22.04.1919 г.
- Шеврон на подхорунжий, от 24.04.1919 г.
- Шеврон на хорунжий от 24.04.1919 г.
- Вензел на подхорунжий от 30.07.1919 г.
- Вензел на хорунжий от 30.07.1919 г.
- Вензел на подхорунжий от 30.03.1920 г.
- Вензел на хорунжий от 30.03.1920 г.
- Вензел на генерал-хорунжий от 30 март 1920 г.
- Вензел на генерал-хорунжий от 16 юни 1920 г.

### Украинска държава(1918 г.)
В Украинската държава съществуват званията хорунжий (съответстващо на лейтенант) и генерален хорунжий (съответстващо на генерал-майор).
- Пагон на хорунжий
- Параден пагон на хорунжий
- Пагон на генерален хорунжий
- Пагон на генерален хорунжий от 27.08.1918 г.
- Параден пагон на генерален хорунжий

## ВРепублика Полша

### Във военни звания
През 1919 – 1923 г. и 1944 – 1957 г. в полската армия хорунжият е най-младшето офицерско звание (въведено през 1919 г.).
От 1963 до 2004 г. в полската армия съществуват особен клас звания между старши подофицер (унтерофицер) и младши офицер, наричани хорунжии. Към него спадат следните звания: младши хорунжий (въведен през 1967 г.), хорунжий, старши хорунжий (въведен през 1963 г.), младши щабен хорунжий (въведен през 1997 г.), щабен хорунжий (въведен през 1967 г.). Тази група звания приблизително съответства на прапоршчик в СССР и редица други държави.
Във връзка с прехода на полската армия към стандартите на НАТО, класът на хорунжиите е обединен с класа на подофицерите и старшите подофицери. Запазени са званията „младши хорунжий“, „хорунжий“, „старши хорунжий“. Отменени са званията „младши щабен хорунжий“ и „щабен хорунжий“. Въведено е звание „старши щабен хорунжий“.
Младшият хорунжий спада към подофицерите (които съответстват на сержанти) и е най-старшият сред тях (т.е. този ранг съответства на званието старшина).
Хорунжият, старшият хорунжий и старшият щабен хорунжий спадат като старшите подофицери (приблизително съответстващи на класа прапоршчици, т.е. хорунжият съответства приблизително на прапоршчик, а старшият хорунжий и старши щабен хорунжий – на старши прапоршчик).
Във военоморските сили на Полша и морските части на Специалните войски в названията на всички тези звания се добавя думата „флот“.
| Отличителни знаци                                                                 | Ежедневни и парадни униформи (нашивни пагони)   | Ежедневни и парадни униформи (нашивни пагони) | Ежедневни и парадни униформи (нашивни пагони)   | Ежедневни и парадни униформи (нашивни пагони)                      |
| Сухопътна войска Специална войска                                                 |                                                 |                                               |                                                 |                                                                    |
| Въздушни сили                                                                     |                                                 |                                               |                                                 |                                                                    |
| Свалящи се пагони за полеви униформи                                              |                                                 |                                               |                                                 |                                                                    |
| Полева форма на вензел                                                            |                                                 |                                               |                                                 |                                                                    |
|                                                                                   | Ежедневни и парадни униформи (нашивни пагони)   |                                               |                                                 |                                                                    |
| Военоморски сили, морска част на Специалната войска                               |                                                 |                                               |                                                 |                                                                    |
| Ръкав                                                                             |                                                 |                                               |                                                 |                                                                    |
| Наръкавен знак (ВМС и морска част на Специалната войска)                          |                                                 |                                               |                                                 |                                                                    |
| Звания (на български език) на полски език съкращение (на полски език) код на НАТО | Младши хорунжий (Młodszy chorąży) mł.chor. OP-7 | Хорунжий (Chorąży) chor. OP-8                 | Старши хорунжий (Starszy chorąży) st.chor. OP-9 | Старши щабен хорунжий (Starszy chorąży sztabowy) st.chor.szt. OP-9 |

### В държвни служебни звания
В Пограничната стража, Агенцията за вътрешна сигурност, Агенцията за разузнаване, Службата за държавна сигурност, Службата за изпълнение на наказания има класове служебни звания, наречени хорунжий (съответстващи на класа на военните звания на старшите подофицери). В Пограничната стража този клас включва чиновете младши хорунжий, хорунжий, старши хорунжий, щабен хорунжий, старши щабен хорунжий, с добавянето на думите „на Пограничната стража“. В Агенцията за вътрешна сигурност и Агенцията за разузнаване този клас включва званията младши хорунжий, хорунжий, старши хорунжий, младши щабен хорунжий, щабен хорунжий, старши щабен хорунжий, с добавянето на думите „от Агенцията за вътрешна сигурност“ или съответно „от Разузнавателната агенция“. В Службата за държавна охрана и Службата за изпълнение на наказания този клас включва званията младши хорунжий, хорунжий, старши хорунжий с добавянето на думите „от Служба за държавна сигурност“ или съответно „от Службата за наказанията“.
Подобни звания има в полицията и Държавната противопожарна охрана. През 1954 г. званието хорунжий е въведено в полската полиция като най-младше офицерско звание. През 1974 г. в полицията е сформиран клас хорунжии (съответстващ на класа на военните звания на хорунжиите). Към него спадат младши хорунжий, хорунжий и старши хорунжий. През 1985 г. в класа на полицейските хорунжии са създадени 2 степени на звания: младши хорунжий и старши хорунжий. Младшите хорунжии включват званията младши хорунжий и хорунжий, старшите хорунжий – старши хорунжий, щабен хорунжий и старши щабен хорунжий.
Впоследствие названията на служебните звания в полицията и Държавната противопожарна служба започват да се различават от названията на военните звания. През 1990 г. полицейският клас хорунжии е преименуван на клас полицейски аспиранти, хорунжийските звания са премахнати и вместо тях е въведено едно звание – полицейски аспирант (което съществува в полицията през 1918-1939 г. и съответства на военното звание на хорунжий). През 1995 г. се въвеждат и званията младши аспирант, старши аспирант и щабен аспирант. През 1997 г. званието младши аспирант е пренесено в класа на сержантските звания и се явява най-старшето сред тях; а в класа на аспирантите като най-старше звание се въвежда званието подкомисар. През 2001 г. званието младши аспирант е върнато в класа на аспирантите, а званието подкомисар е пренесено в младшите офицерски звания като най-младше звание.
В полицейските служби към званията се добавят думите „от полицията“.